# Садыр (Жетысуская область)
Садыр (каз. Садыр) — село в Панфиловском районе Жетысуской области Казахстана. Входит в состав Сарыбельского сельского округа. Код КАТО — 195647200.

## Население
В 1999 году население села составляло 881 человек (447 мужчин и 434 женщины). По данным переписи 2009 года, в селе проживали 964 человека (471 мужчина и 493 женщины).